# محمد الهوتي
محمد هويدي الهوتي (محمد هويدي الهوتي؛ وُلد في 19 يناير 1986)، ويُعرف اختصارًا بـمحمد هويدي، هو لاعب كرة قدم عماني يشغل مركز حارس مرمى، ويمثل حاليًا نادي النهضة.

## مسيرته مع الأندية
| النادي             | الموسم             | الدوري                 | الدوري  | الدوري | الكأس   | الكأس | البطولات القارية | البطولات القارية | أخرى    | أخرى  | المجموع | المجموع |
| النادي             | الموسم             | الدوري                 | مباريات | أهداف  | مباريات | أهداف | مباريات          | أهداف            | مباريات | أهداف | مباريات | أهداف   |
| ------------------ | ------------------ | ---------------------- | ------- | ------ | ------- | ----- | ---------------- | ---------------- | ------- | ----- | ------- | ------- |
| العروبة            | 2010–11            | دوري المحترفين العماني | -       | 0      | -       | 0     | 6                | 0                | -       | 0     | -       | 0       |
| العروبة            | 2011–12            | دوري المحترفين العماني | -       | 0      | -       | 0     | 1                | 0                | -       | 0     | -       | 0       |
| المجموع مع العروبة | المجموع مع العروبة | المجموع مع العروبة     | -       | 0      | -       | 0     | 7                | 0                | -       | 0     | -       | 0       |
| إجمالي المسيرة     | إجمالي المسيرة     | إجمالي المسيرة         | -       | 0      | -       | 0     | 7                | 0                | -       | 0     | -       | 0       |

## المسيرة الدولية
تم استدعاء محمد هويدي لأول مرة إلى صفوف منتخب عُمان عام 2007. شارك في تصفيات كأس آسيا 2011 ودورة كأس الخليج العشرين، كما مثّل المنتخب في تصفيات كأس العالم 2010 وتصفيات كأس العالم 2014.

## الإعلام والرؤية الفنية
في لقاء تلفزيوني مع قناة أبوظبي الرياضية، تحدث محمد هويدي الهوتي عن رؤيته الشخصية حول كرة القدم وأسباب النجاح في البطولات الكبرى، مؤكدًا أن المشاركة في كأس العالم ليست مجرد حلم بل هدف يستحق السعي نحوه. أشار إلى أن الأساس في تحقيق النجاح الرياضي يكمن في "الانضباط والروح الجماعية"، كما اعتبر أن التخطيط السليم ووجود بيئة كروية محفزة هما عماد تطور كرة القدم في المنطقة.

## دوره في تطوير الكرة العمانية
أعرب محمد هويدي، في اللقاء ذاته، عن فخره بالانتماء إلى جيل ساهم في رفع مستوى الكرة العمانية، مشيرًا إلى أهمية نقل الخبرات إلى الأجيال القادمة سواء من خلال التدريب أو التوجيه. كما شدد على ضرورة الاستثمار في قطاع حراسة المرمى في عمان، مؤكداً أن الحارس يشكل نصف الفريق في الكثير من المباريات الحاسمة.

## الإنجازات

### مع الأندية
- كأس السوبر العماني: مرة واحدة – 2011

## وصلات خارجية
- Mohammed AL HOOTI – سجل منافسات الفيفا
- Mohammed Hawaidi  على سكروي
- اللاعب Mohammed AlHowaidi على موقع كووورة.